# Рурская область
Ру́рская область или Рурский регион (нем. Ruhrgebiet) или Рурштадт (Ruhrstadt) — тесная городская агломерация-конурбация в федеральной земле Северный Рейн-Вестфалия (Германия). Занимая площадь в 4435 км² и с населением около 5,3 млн человек, она является практически слившимся мегалополисом, северной частью надагломерации Рейнско-Рурского региона и одной из крупнейших городских агломераций в Европе. В конурбации есть соперничающие и практически равные два крупнейших центра-полумиллионера — Дортмунд и Эссен.
В настоящее время под Рурской областью подразумевается территория регионального союза «Рур» (Regionalverband Ruhr), включающего в себя города земельного подчинения Бохум, Боттроп, Гельзенкирхен, Дортмунд, Дуйсбург, Мюльхайм-ан-дер-Рур, Оберхаузен, Хаген, Хамм, Херне и Эссен, а также округа Везель, Реклингхаузен, Унна и Эннепе-Рур.

## Геология
- Геопарк Рур

## История
Крупнейшие центры Рурской области появились ещё в Средние века, а нынешние размеры и структуру приобрели во время индустриализации XIX века.
В 1920-х гг. Рурская область была оккупирована Францией за то, что Германия отказывалась платить репарации. Франция стала получать их в натуральном виде — углём. Пассивная забастовка немецких шахтёров не помогала — их просто заменяли. См. Рурский конфликт.
Вторая мировая война
Структурные преобразования

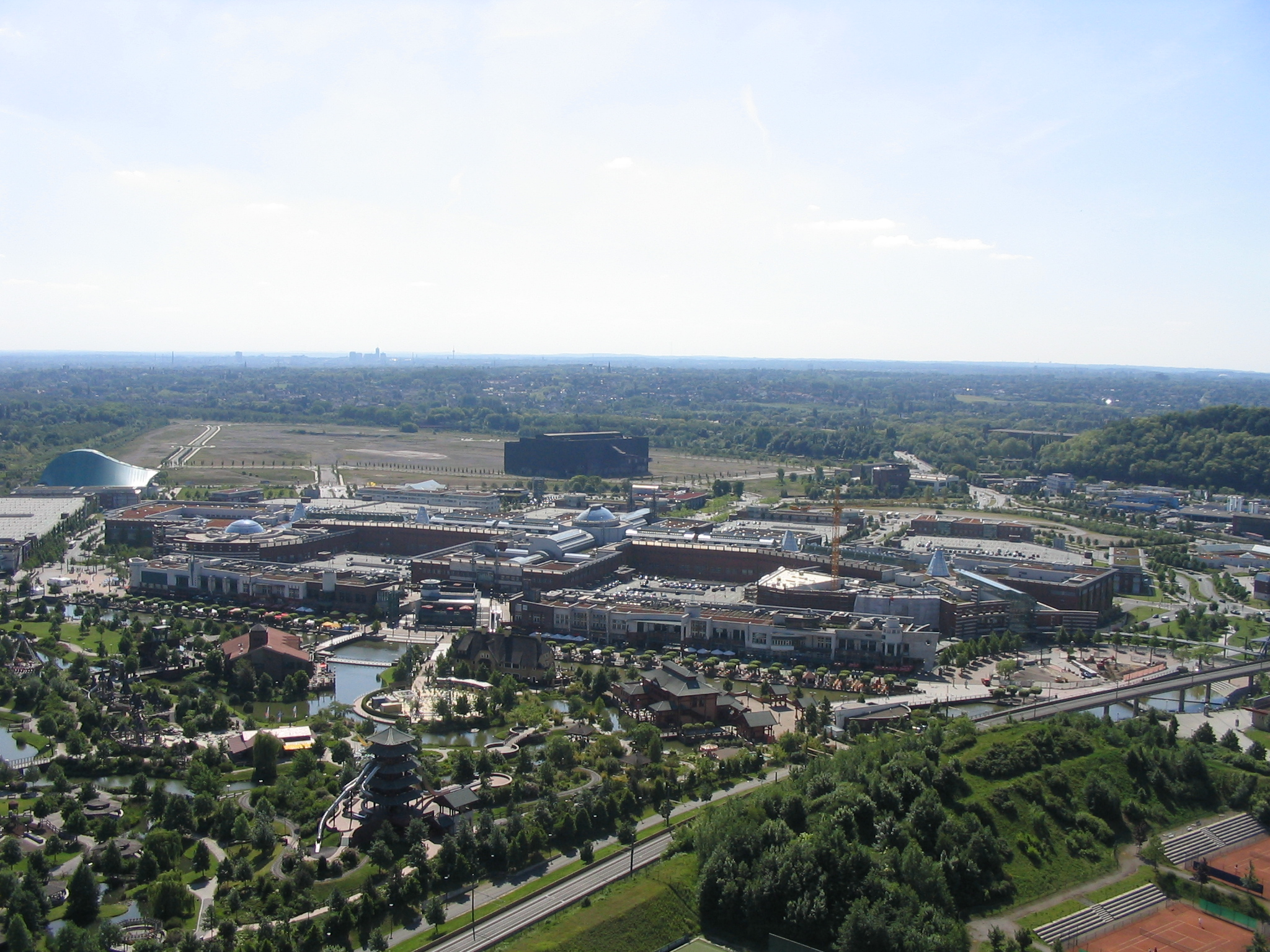
Оберхаузен — новый центр

С началом всемирных угольного (1958) и стального (1975) кризисов Рурская область перешла в фазу структурных преобразований, сопровождавшуюся большими экономическим трудностями. Несмотря на государственные субсидии, в настоящее время осталось лишь 3 коксопроизводящих предприятия, а последняя угольная шахта была закрыта в конце 2018 года.
За период с 1980 по 2002 г. исчезли около 500 000 рабочих мест в добывающей отрасли, в то время как в секторе услуг появилось лишь около 300 000 новых рабочих мест.
Со значительным опозданием в регионе стали развиваться новые индустриальные (авто- и машиностроение, электротехника, точная механика) и неиндустриальные (банковский сектор, информационные технологии) отрасли.
С начала 1990-х р. Эмшер, долгое время служивший лишь местом стока производственных вод предприятий, был ренатурализован.

## Административная структура

Карта Рурской области

Высшим административным органом Рурской области является региональный союз «Рур» (нем. Regionalverband Ruhr) со штаб-квартирой в Эссене. В этот союз входят региональные объединения (нем. Landschaftsverband) Рейнланд (нем. Rheinland (4 города земельного подчинения, 1 округ) и Вестфалия-Липпе (нем. Westfalen-Lippe) (7 городов земельного подчинения, 3 округа). Такое деление Рурской области исторически обосновано — ещё в Средние века граница между Франкией и Вестфалией (Саксония).
Сегодняшняя Рурская область делилась на следующие владения: Фест Реклингхаузен, Мюнстерское архиепископство, графство Марк, великое герцогство Бергское, великое герцогство Клеве, имперский город Дортмунд, имперское церковное владение Эссен, имперское аббатство Верден и владычество Стирлум. В своих границах они опирались на перенятые ещё из прусских времён округа. Начиная со времён Германской империи и до нацистской Германии включительно официально декларируемой политикой было разделение Рурской области, дабы не допустить её усиления. Кайзер Вильгельм II, к примеру, хотел с помощью политической раздробленности региона предотвратить образование международно значимой метрополии. Наряду с политическим объединением он также запрещал строительство университетов и военных объектов в этой области. Согласно планам земельного правительства Северного Рейна — Вестфалии старая административная схема должна быть ликвидирована в результате административной реформы 2012 года. Последние несколько лет все большую популярность обретает схема объединения всех городов и округов в единый город Рурштадт (нем. Ruhrstadt).

### Рурский парламент
В состав рурского парламента из 137 членов входят представители ХДС-51, СПД-40, Зелёные-18, Левые-9, СвДП-6, Пираты-4, Альтернатива-3, Свободные избиратели-3.

## Население
Хотя площадь Рурской области составляет только 1,2 % от площади Германии, по количеству населения Рурская область составляет 6,3 % всего населения Германии и является самой большой агломерацией Федеративной республики. Демографическое развитие Рурской области отличается от такового её федеральной земли. Например, с 2000 по 2011 гг. население земли Северный Рейн Вестфалия сократилось на 0,9 %, тогда как в Германии в целом оно уменьшилось на 0,5 %, а в Рурской области на 4,2 %. Иммиграция, связанная с закрытием угольных шахт, достигла, по некоторым данным, миллиона человек.

## Самоидентификация

### Язык
Исторически регион Рейна, Рура, Эмшера и Липпе принадлежит к нижнефранкско-нижнесаксонскому языковому региону. Однако число людей, употребляющих нижненемецкий диалект, крайне невелико. Сегодня в Рурской области говорят в основном на чистом немецком языке, со слабым вестфальским или нижнерейнским акцентом.

## Экономика

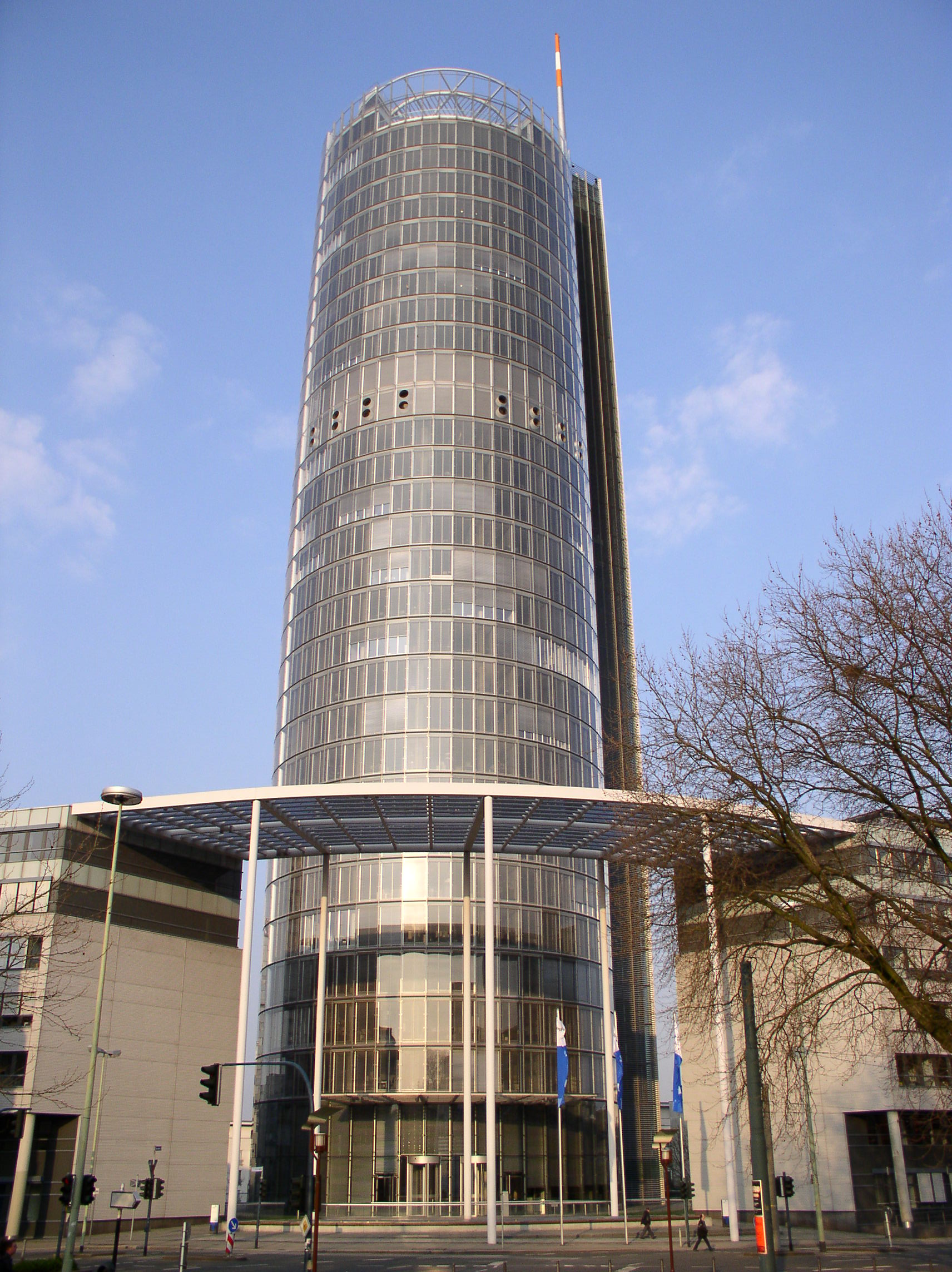
RWE-Turm — Штаб-квартира RWE в Эссене

После описанных выше структурных изменений в Рурской области, добывающая и производящая промышленность перестала быть доминирующей. Однако ещё сегодня такие гигантские концерны, как RAG, Degussa и ThyssenKrupp имеют штаб-квартиры и большую часть производственных мощностей в Рурском регионе.
Сектор обслуживания представлен электро- и газовыми компаниями RWE и E.ON, торговыми концернами ALDI, KarstadtQuelle и Tengelmann. Кроме того, в центрах городов и специальных торговых районах существуют бесчисленные розничные магазины.
Из-за удачного географического положения в Рурской области также находятся штаб-квартиры или представительства практически всех крупных предприятий логистики.
До сих пор Рурский регион считается конъюнктурно слабым. Безработица составляет 13,1 % (ноябрь 2006)  и является самой высокой среди всех городских районов западной Германии.
В конце 1950-х гг. начался процесс закрытия каменноугольных шахт в Рурской области. В 1957 г. ещё насчитывалась 141 шахта; в 1970 г. их было меньше 60, и к весне 2013 г. работали только три шахты. Последняя каменноугольная угольная шахта «Проспер Ханиэль» в Ботропе была закрыта 21 декабря 2018 года, на церемонии присутствовал президент ФРГ Франк-Вальтер Штайнмайер. Добыча бурого угля в 2010 году составляет 100 млн тонн.
В Руре построена одна из первых скоростных велодорожек, Рурский скоростной велосипедный путь (RS1).

## Транспорт

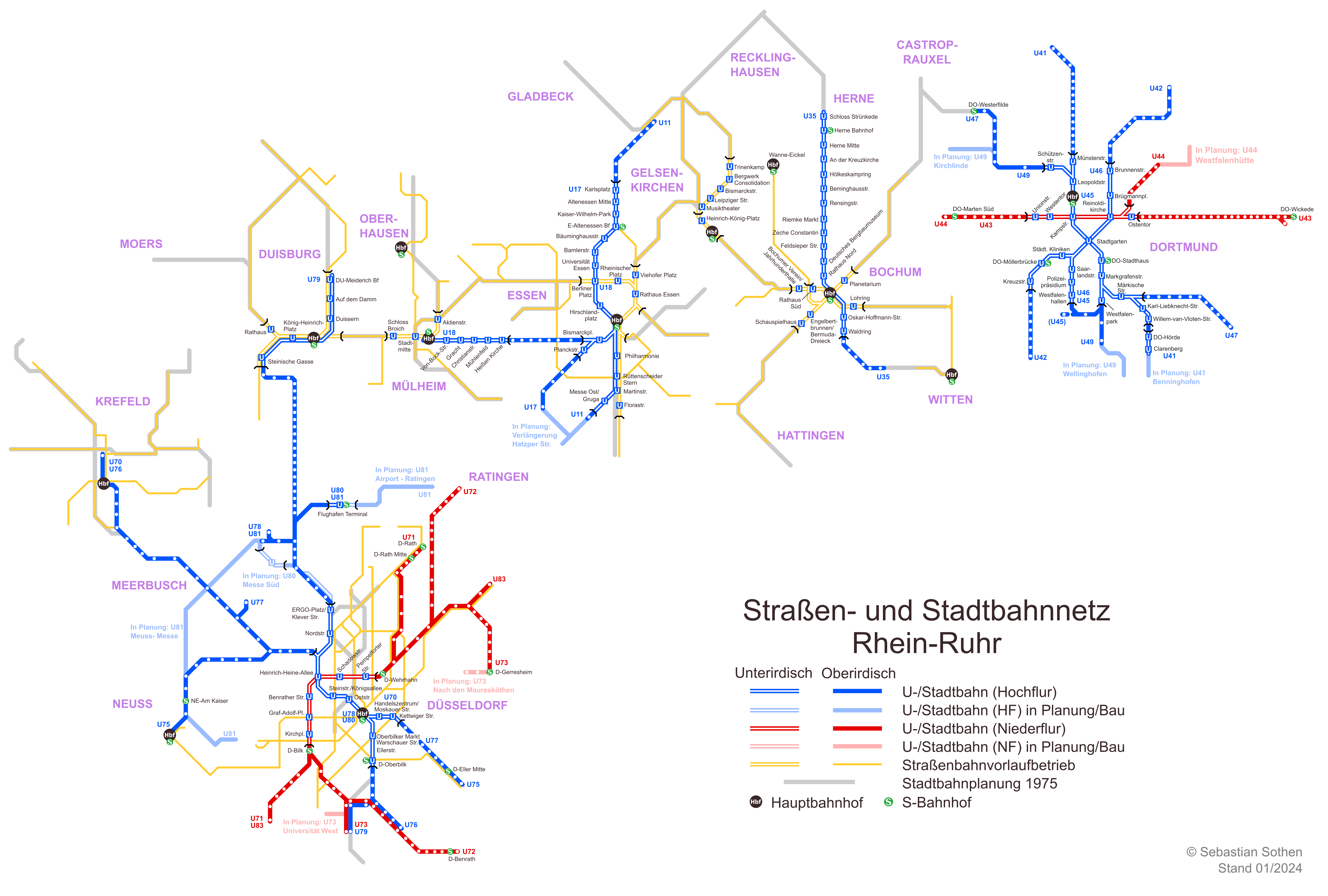
Схема легкого рельсового транспорта Рейнско-Рурского региона

На транспорте имеются общие для всего региона организации типа Транспортное общество «Рейн-Рур» VRR, занимающееся общественным транспортом в Рурштадте и части Нижнего Рейна, и др.

### Автомобильный транспорт
В 2002 году в Рурском регионе насчитывалось 3,1 миллиона автомобилей, которые могли свободно перемещаться по 4700 км трасс. Несмотря на это особенно в часы пик пробки становятся частым явлением. В будущем это должны исправить современные потокоуправляющие системы OLSIM и RuhrPilot, а также проект транспортной информационной системы Рурской области.
Три автомагистрали А 2, А 40 и А 42 образуют в направлении восток-запад три основные транспортные оси. С севера на юг пролегают A1, А 3, А 43, А 45, А 59.
Особого упоминания заслуживает большой поток машин, следующих по бывшей скоростной трассе B 1 в столицу земли Дюссельдорф.

### Железнодорожный транспорт
Общественный транспорт в Рурской области управляется транспортным объединением Рейн-Рур (нем. Verkehrsverbund Rhein-Ruhr, VRR), объединяющей более мелкие транспортные предприятия. В округе Везель за это отвечает транспортное объединение Нижнего Рейна (нем. Verkehrsgemeinschaft Niederrhein, VGN), в округе Унна — транспортное объединение Рур-Липпе (нем. Verkehrsgemeinschaft Ruhr-Lippe, VRL).

#### Поезда дальнего следования
Важнейшими железнодорожными узлами являются Ванне-Айкель, Дортмунд, Дуйсбург, Оберхаузен, Хаген, Хамм, Эссен. В Дортмунде наряду с крупнейшим вокзалом существует также очень большое транспортное депо.

#### Пригородные поезда
Важной частью железнодорожного транспорта Рурской области является единая система скоростных пригородно-городских электропоездов S-Bahn, позволяющих быстро добраться до большинства районов крупных городов и имеющих единую сквозную нумерацию линий. Однако бо́льшую часть пассажиропотока перевозят региональные экспрессы, соединяющие между собой крупные вокзалы. Запланированное расширение сети экспрессов наталкивается на отсутствие в настоящее время средств в земельном бюджете.
В Виттене существует завод по улучшению подвижного состава.

#### Городской транспорт

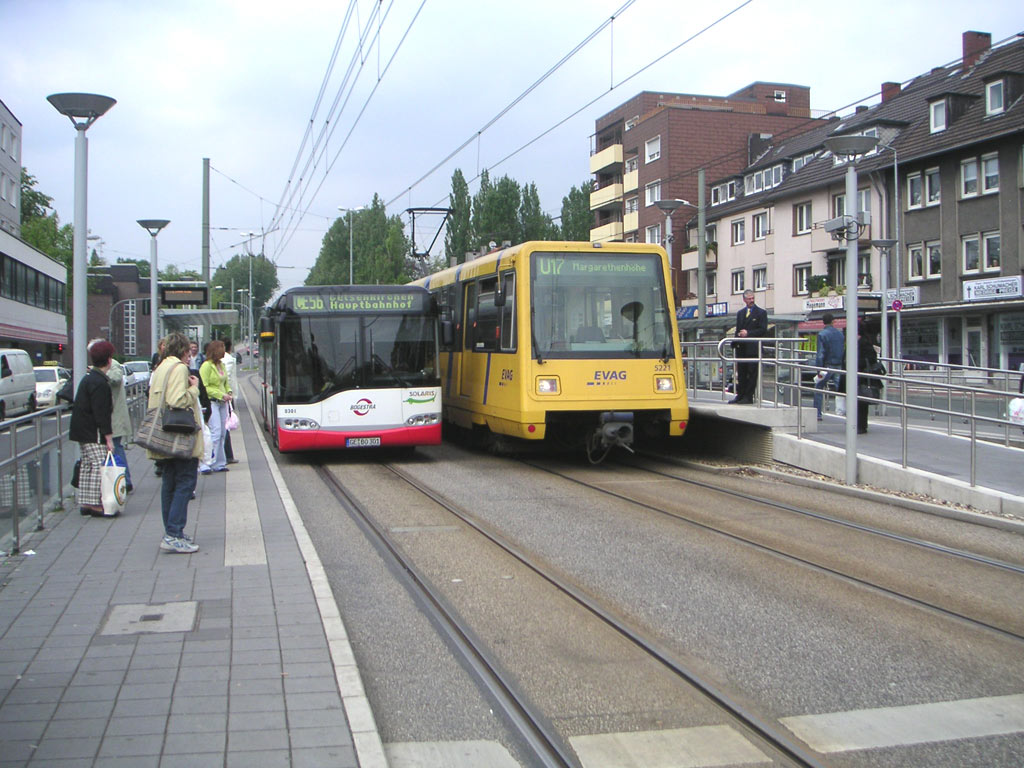
Автобус и трамвай в Гельзенкирхене

В первые два десятилетия XX века в большинстве городов Рейнско-Рурского региона была построена плотная сеть трамвайных линий, позволявшая без использования других транспортных средств добраться из Бонна до Виттена. В 50-е годы движение по многим маршрутам было прекращено в связи с появлением скоростных видов транспорта (S-Bahn и региональные экспрессы), но даже сегодня можно проехать из Виттена через Бохум, Гельзенкирхен, Эссен, Мюльхайм, Дуйсбург, Дюссельдорф в Крефельд только на трамвае.
В 1970-е годы начал осуществляться план создания единой сети метрополитена. Однако завершить его в полной мере не удалось, и в настоящее время существуют 4 не связанные друг с другом метротрама: Дортмундский, Бохумский (охватывающий также город Херне), Эссенский (соединённый наземной линией, идущей вдоль автобана А 40, с городом Мюльхайм) и Дуйсбургский (являющийся по сути лишь одной из линий метротрама Дюссельдорфа)
Наряду с трамваями и метротрамом одним из важнейших транспортных средств являются автобусы.

### Авиатранспорт

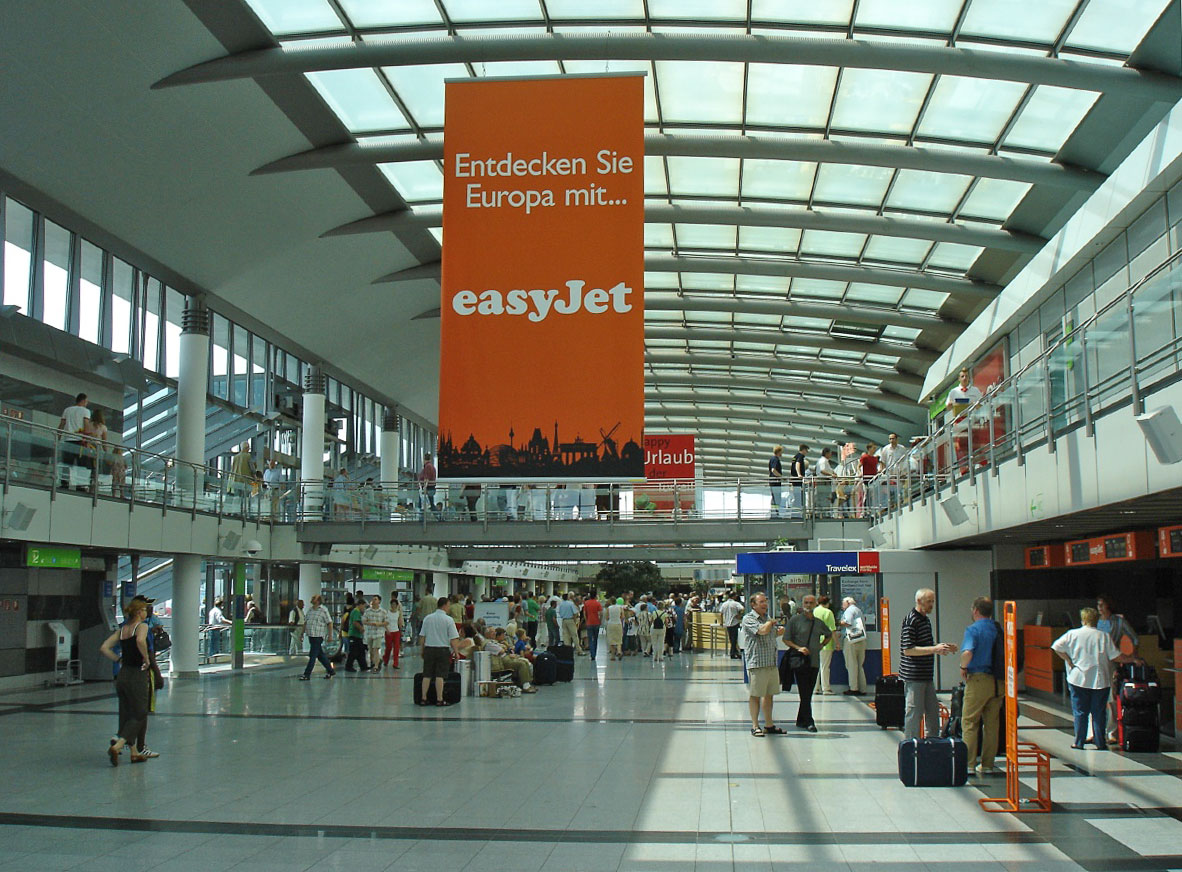
Терминал дортмундского аэропорта

Единственным международным аэропортом в Рурской области является дортмундский аэропорт (DTM), обслуживающий ежегодно 1,7 млн пассажиров. Важную роль играют также дюссельдорфский аэропорт (DUS) и аэропорт Кёльн/Бонн (CGN), которые, хотя и не находятся в Рурской области, легко досягаемы благодаря железной дороге и большому количеству автобанов.
Для частных самолётов предназначены аэропорты Эссен/Мюльхайм и Марл/Лоэмюле.
Кроме того, на периферии Рурской области существуют многочисленные посадочные площадки различных авиационных обществ и клубов.

### Речной транспорт

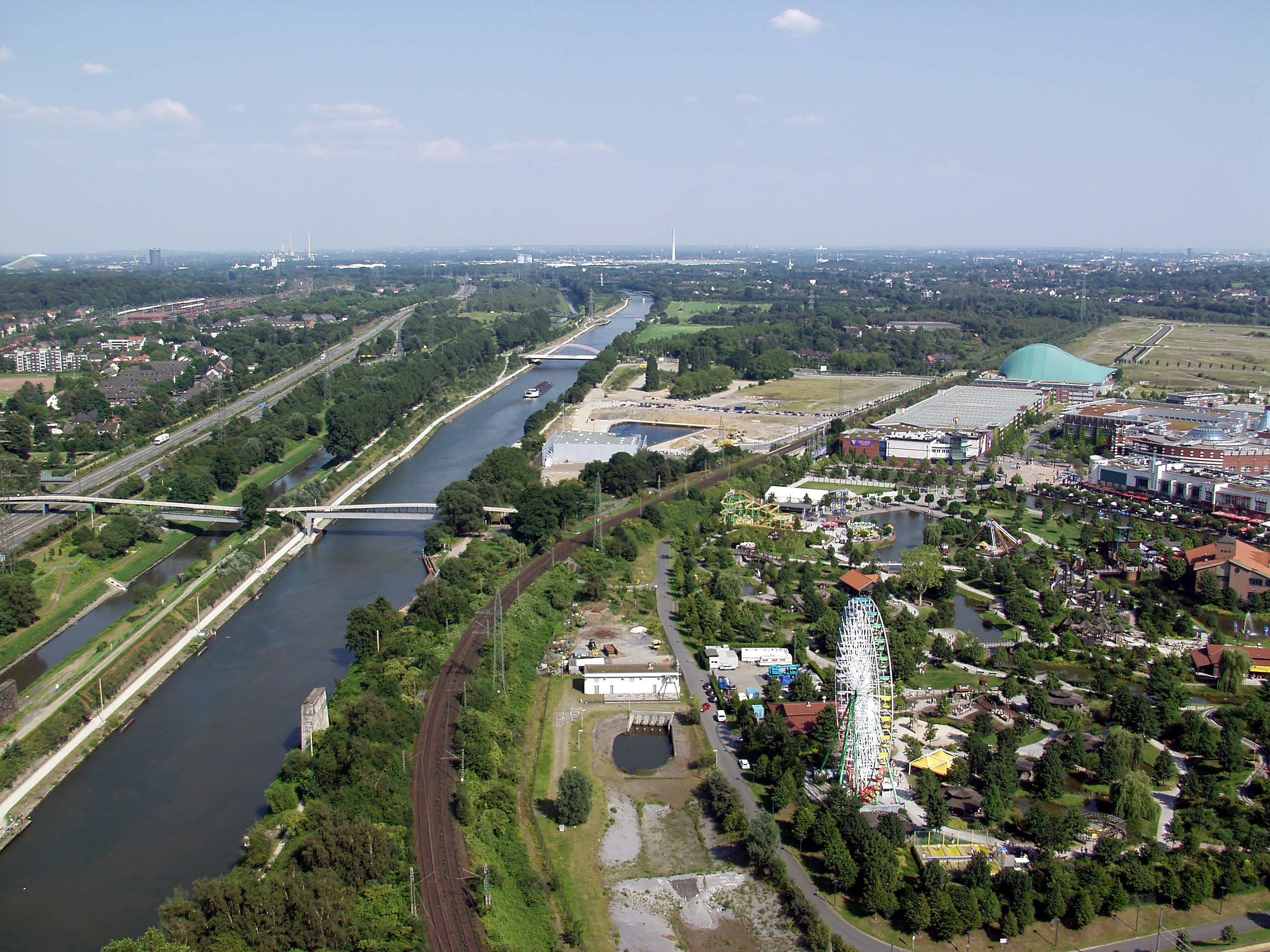
Канал Рейн-Херне

Важнейшей транспортной артерией Рурской области в настоящее время является Рейн. До середины XIX века Рур также имел важную роль в судоходстве.
Пересекающиеся в Даттельне 4 судоходных канала (канал Рейн-Херне, канал Везель-Даттельн, канал Даттельн-Хамм и канал Дортмунд-Эмс) превращают Рурскую область в крупнейший в мире узел речного транспорта. Рурский судоходный канал соединяет крупнейший в мире дуйсбургский речной порт, с портом Мюльхайма.